# Lorenzo Balducci
Pour les articles homonymes, voir Balducci.
Lorenzo Balducci, né à Rome le 4 septembre 1982, est un acteur italien.

## Biographie
Lorenzo Balducci est le fils d'Angelo Balducci, ingénieur et haut fonctionnaire du Ministère des Infrastructures, président de l'assemblée plénière du Conseil supérieur des travaux publics du 28 septembre 2005 au 25 février 2010. Il a fait ses débuts sur grand écran au cinéma dans le film Cavalieri che fecero l'impresa (2001), réalisé par Pupi Avati. Il a aussi joué dans Cuore altrove (2003). Depuis, il joue dans la série télévisée Les Spécialistes : Investigation scientifique.

## Filmographie

### Cinéma
- 2001 : I cavalieri che fecero l'impresa de Pupi Avati : le fils de Louis IX
- 2001 : Stregati dalla luna de Pino Ammendola et Nicola Pistoia : un policier
- 2001 : Juste un baiser (L'ultimo bacio) de Gabriele Muccino :
- 2002 : El Alamein d'Enzo Monteleone : un soldat des tranchées
- 2003 : Ma che colpa abbiamo noi de Carlo Verdone : Manuel
- 2003 : Un coeur ailleurs (Il cuore altrove) de Pupi Avati :
- 2003 : Anime de Mariantonia Avati :
- 2004 : Tre metri sopra il cielo de Luca Lucini : Chicco Antinori
- 2004 : Mariti in affitto d'Ilaria Borrelli : l'employé de Loue-un-mari
- 2004 : Concorso di colpa de Claudio Fragasso : Stefano de Bernardi
- 2005 : Gas de Luciano Melchionna : Luca
- 2006 : Le Concile de pierre de Guillaume Nicloux : l'inspecteur Frank Neves
- 2006 : Ma l'amore... si ! de Marco Costa et Tonino Zangardi : Carmelo Jorio
- 2006 : Le Héros de la Famille de Thierry Klifa : Frankie
- 2007 : Les Témoins d'André Téchiné : Steven
- 2007 : Last Minute Marocco de Francesco Falaschi : Giacomo
- 2007 : Il sole nero de Krzysztof Zanussi : Manfredi
- 2008 : Vito ballaba con le streghe de : Vito
- 2009 : Don Giovanni, naissance d'un opéra (Io, Don Giovanni) de Carlos Saura : Lorenzo da Ponte
- 2009 : Ce n'è per tutti de Luciano Melchionna (it) : Gianluca
- 2010 : Due vite per caso d'Alessandro Aronadio : Matteo Carli
- 2011 : Rosso vivo (court métrage) d'Annamaria Liguori :
- 2011 : Bloody Sin de Domiziano Cristopharo : Johnny
- 2012 : Good As You de Mariano Lamberti : Adelchi
- 2012 : 6 To 30 (court métrage) d'Andrea Mugnai : Andrea
- 2013 : 31 dias d'Erika Grediaga : Adam di Melo
- 2014 : Stella Cadente de Lluis Miñarro : Alfredo, l'assistant du roi
- 2014 : Snowflake (court métrage) de Francesco Roder : Patrick
- 2016 : L'Intruso (court métrage) de Francesco Roder : le fiancé
- 2016 : Non si ruba a casa dei ladri de Carlo Vanzina : Michele
- 2017 : In Search of Fellini de Taron Lexton : Angelo
- 2018 : 7 Miracles de Rodrigo Cerqueira et Marco Spagnoli : John
- 2019 : Gli anni amari d'Andrea Adriatico : Giulio Mieli
- 2019 : Il grande presidente (court métrage) de Giovanni Basso : Primo / Adamo
- 2022 : Beata te de Paola Randi : le second homme du rendez-vous

### Télévision
- 2002 : Giorni da Leone (téléfilm) de Francesco Barilli : Carlo Carmignani
- 2003 : Incantesimo (série télévisée), six épisodes : Giampiero Denzi
- 2003 : Il papa buono (téléfilm) de Ricky Tognazzi :
- 2003 : Il maresciallo Rocca (série télévisée) : saison 4, épisode 6 L'umo sbagliato de Fabio Jephcott : Luca Garrone
- 2004 : Questo amore (téléfilm) de Luca Manfredi : Simone
- 2006 : Les Spécialistes : Investigation scientifique (R.I.S. - Delitti imperfetti) (série télévisée) :
- 2006 : 48 ore (série télévisée) : Andrea Billé
- 2006-2008 : Giorni da Leone 2 (mini-série télévisée) de Francesco Barilli : Carlo
- 2008 : Cosi vanno le cose (téléfilm) de Francesco Bovino : Pier
- 2010 : Le cose che restano (mini-série télévisée) de Gianluca Mara Tavarelli : Nino
- 2012 : Questo nostro amore (série télévisée), six épisodes : Carlo
- 2012 : Barabbas (téléfilm) de Roger Young : Lazzaro
- 2015 : Provaci ancora prof ! (série télévisée), saison 6, épisode 2 Debiti pericolosi de Francesca Marra et Enrico Oldoini : Roberto
- 2015-2017 : Solo per amore (série télévisée), treize épisodes : Claudio Alfieri
- 2016 : Les Médicis : Maîtres de Florence (Medici) (série télévisée), saison 1, épisode 5 Temptation de Christian Duguay et Sergio Mimica-Gezzan : Mario de Medici
- 2016-2020 : The Bet (série télévisée), deux épisodes : lui-même
- 2018 : Don Matteo (série télévisée), saison 11, épisode 23 Tutta la vita d'Alexis Cahill : Stefano Corini
- 2020 : L'allieva (série télévisée), saison 3, épisode 4 Stuntgirl : Rocco
- 2022 : Signora Volpe (série télévisée), épisode Secrets & Sacrifices de Mark Brozel : Valentino Infante
- 2023 : Salade grecque (série télévisée), épisode 6 d'Antoine Garceau : Marco